# 副本方法
在统计物理中，副本方法（Replica method）是研究无序态体系所用到的一种数学技巧，尤其用于淬火无序（Quenched disorder）的自旋玻璃模型的自由能计算。它用到了如下恒等极限式：{\displaystyle \ln Z=\lim _{n\to 0}{Z^{n}-1 \over n}}或{\displaystyle \ln Z=\lim _{n\to 0}{\frac {\partial Z^{n}}{\partial n}}}其中{\displaystyle Z}是配分函数或者其它类似的热力学函数。这些极限式的应用则被称为副本技巧（Replica trick）。

## 思想
对于淬火无序体系，有物理意义的自由能是{\displaystyle {\overline {\ln Z}}}，为对数的平均值，其值难以求算。使用副本技巧则可绕过这一困难。假设有n个相同的“副本”，其中n为整数，这些由副本所组成体系的配分函数为{\displaystyle {\overline {Z^{n}}}}。因为副本之间相互独立，Zn的平均相对易求。接着，副本方法解析延拓至n等于0，得到表示无序平均自由能的对数之和。虽然在数学上似有道理，但其在物理上反直觉，然而与至今得到的精确解相比较，结果总是一致的。
前面假设各副本性质相同相互独立，这种情况称为副本对称（Replica Symmetry，RS）的解。但为了描述各态历经性破坏使得各副本并不相同的状态，需要引入副本对称破缺（Replica Symmetry Breaking，RSB）的解。在这种情况下，有些副本之间的状态不再相互独立，即存在耦合。例如，此时可假设有{\displaystyle mn}个副本，m个副本间的耦合在热力学极限下无限小，而n是为了应用副本技巧而构造。若这种方法算出的自由能比RS解的结果低，那么在此条件下系统出现了对称破缺。

## 应用
副本方法用于确定无序系统的基态，在内涵上与许多组合优化问题有异曲同工之处。例如，应用该方法分析旅行商问题。